# Eddy Wymeersch
Eddy Wymeersch (Melle, 1 augustus 1943) is een Belgisch voormalig jurist, topambtenaar, bestuurder en emeritus hoogleraar aan de Universiteit Gent.

## Levensloop
Eddy Wymeersch studeerde rechten aan de Rijksuniversiteit Gent en de Harvard Law School in de Verenigde Staten.
In 1981 werd hij docent aan de faculteit Recht en Criminologie van de Rijksuniversiteit Gent (later Universiteit Gent), in 1984 hoogleraar, in 1985 gewoon hoogleraar en in 2000 opnieuw hoogleraar. Van 1883 tot 1992 was hij directeur-diensthoofd van het Seminarie voor handels- en ondernemingsrecht en van 1992 tot 1999 voorzitter van de vakgroep Economisch Recht. Wymeersch was aan de UGent medeoprichter van het Instituut voor Financieel Recht. Hij ging met emeritaat in 2008.
Wymeersch bekleedde verschillende publieke functies:
- regent van de Nationale Bank van België (1993-2001),[2][3]
- lid van de wetgevende afdeling van de Raad van State.

Tussen 1990 en 2001 bekleedde hij ook verschillende bestuursmandaten in de bedrijfswereld. Hij was onder meer voorzitter van Brussels Airport Company van 1998 tot 2001, bestuurder van luchtvaartmaatschappij Sabena en lid van de Commissie Corporate Governance.
In 2001 volgde hij Jean-Louis Duplat op als voorzitter van de Commissie voor het Bank-, Financie- en Assurantiewezen (CBFA). In 2007 volgde Jean-Paul Servais hem in deze functie op. Wymeersch was vervolgens van 2007 tot 2010 voorzitter van de raad van toezicht van de CBFA. Ook was hij voorzitter van het Comité van Europese effectenregelgevers (CESR) van 2007 tot 2010, voorzitter van het Europees regionaal comité van de International Organization of Securities Commissions (IOSCO) en lid van het Hoog comité voor een nieuwe financiële architectuur. In 2012 was hij kortstondig lid van de Zwitserse toezichthouder van de financiële markten (FINMA).
Wymeersch trad op als adviseur voor de Europese Commissie, de Wereldbank, IFC en verschillende Europese financiële instellingen en beurzen. Hij publiceerde veelvuldig over vennootschapsrecht, corporate governance en financieel reglement. Hij is of was tevens:
- voorzitter van het Public Interest Oversight Board (PIOB) in Madrid
- vicevoorzitter van Euroclear
- lid van het Belgisch-Luxemburgs Wisselinstituut
- lid van het European Corporate Governance Forum
- lid van het European Corporate Governance Institute
- lid van de European Company Law Experts
- lid van het European Banking Institute
- lid van de Senaat van het European Law Institute
- bestuurder van het Max-Planck-Institut für ausländisches und internationales Privatrecht in Hamburg

Hij is gehuwd met Cathy Van Acker, eveneens emeritus hoogleraar aan de rechtenfaculteit van de Universiteit Gent.